# Johann Ernst von Pöllnitz
Johann Ernst Freiherr von Pöllnitz (* 19. April 1618; † 15. April 1684) war ein kurbrandenburger Generalmajor, kurbrandenburger Kammerherr, Gouverneur von Lippstadt sowie Obergouverneur der Festungen Minden und Ravensburg, Obrist der Kavallerie und Ritter des Johanniter-Ordens.
Seine Eltern waren der kursächsische Staatsminister Hans Georg von Pöllnitz und Anna Petronella von Hell. Der Generalmajor Gerhard Bernhard von Pölnitz war sein Bruder.
Im Jahr 1646 errichtete er das Infanterie-Regiment Nr. 9. Am 7. Dezember 1667 wurde er Obrist und Kommandeur von Lippstadt. Am 15. November 1678 wurde er zum Generalmajor ernannt.
Er war mit Arnoldine Katharine Gräfin zu Manderscheid (* 1620), Tochter von Johann Arnold Graf zu Manderscheid und Blankenheim, verheiratet. Das Paar hatte eine Tochter: Johanna Margarethe Luise von Pöllnitz (1641–1698), die mit Hans Adam von Schöning verheiratet war.